# Crystal Fighters
Crystal Fighters je anglická elektro-folková hudební skupina zformovaná v Londýně v roce 2007. Jejich první album, Star of Love, bylo vydáno v říjnu 2010 ve Spojeném království a ve Spojených státech amerických hudebním vydavatelstvím Atlantic Records v dubnu 2012. Jejich druhé album nazvané Cave Rave bylo vydáno 27. května 2013 a třetí nejnovější, Everything Is My Family, bylo vydáno 21. října 2016.

## Kariéra

### Vznik a první léta
Crystal Fighters založili Sebastian Pringle (zpěv, kytara), Gilbert Vierich (elektronika, kytara, txalaparta, bicí nástroje), Graham Dickson (kytara/txalaparta), Laure Stockley (zpěv) a Mimi Borelli (zpěv).
Pringle, Vierich a Dickson vytvářeli hudbu různého vzezření před příchodem dalších členů, Laury Stockley a Mimi Borrelli. V září 2010 se na festivalu Isle of Wight Festival připojil Andrea Marongiu jako bubeník.
Skupina si svůj název Crystal Fighters vzala z nedokončené opery, kterou měl dědeček Stockleyové rozepsanou ve svých posledních měsících šílenství. Stockleyová narazila na rukopis během vyklízení zapadlého domova samotářského starce v baskickém venkově. Rychle se stala posedlou neobvyklým rozepsaným textem a podělila se o něj s ostatními. Byly tak uchváceni jeho zdánlivě prorockým obsahem, že se rozhodli převzít název a tvořit ve snaze rozšířit divokého a pomateného ducha spisu dědečka Stockleyové. „Začali jsme psát hudbu podle knihy a učit se o baskické kultuře a jak se hudba a historie vyvíjely. Tady jsme se rozhodli, že chceme dokončit operu a udělat živé vystoupení, které bude procházet některými úžasnými, šílenými...věcmi, které byly v této knize.“ vysvětluje Vierich.

### Nástroje a styl
Skupina je popisována jako „rychlá, fascinující a vášnivá“. Hrají na elektrické i akustické kytary, které dodávají hodně zabarvení hudby, syntezátory, bicí a včleňují do své hudby tradiční baskické nástroje. V mnohých písních používají txalaparta, dřevěný bicí nástroj podobný xylofonu pro dva hráče stojící tváří v tvář . Také používají danbolin, provázkem laděný Vířivý buben, txistu, baskickou trubkovou píšťalu.
Hudební styl Crystal Fighters je spojení žánrů rychlé progresivní taneční hudby a tradiční taneční baskické hudby, doplněná o syntezátory, basově poháněný funk s beaty španělského punku a experimentálního žánru electronica ze začátku 80. let 20. století od skupin jako Aviador Dro, Las Vulpes a Dulce Venganza. Baskická hudba předurčuje jejich tvorbu: riff v písni „Champion Sound“ je převzatý z baskické lidové písně „Sagar Dantza“ a píseň „In The Summer“ čerpá s hudby, která je slyšet na Karnevalu Lantz v provincii Navarra. Paul Lester z deníku The Guardian popsal jejich styl jako: „Co by se stalo, kdybyste se vrátili o 100 let, zanechali náklad nahrávacího zařízení v odlehlé baskické vesnici a nechal vesničany, ponořený v lidové hudbě, jejich osudu.“
Jakýsi tavicí kotlík kulturních, hudebních a stylistických vlivů, používá Crystal Fighters eklektické referenční body k tvorbě svého unikátního hudebního žánru. Jak sami uvádějí: „Považujeme se za směs folku, elektra, punku, techna, dubstepu a španělského popu. Jsme něco jako zvuk, který by byl vytvořen , pokud by The Velvet Underground a The Gipsy Kings byli cestovat zpět v čase na Pyreneje do roku 1980, a vytvořili nahrávku s producenty Skream, Madlib a Luciano.“
Jejich osobitý styl vyvolal komentář v anglickém hudebním časopisu NME, že „Crystal Fighters vystupují jako jedna nejzajímavějších vyhlídek široko daleko – je to něco opravdu nově znějícího.“  Virgin Music zase popisuje výstup kapely jako vhodný pro „transkontinentálního, hudební scénu křižujícího, kulturní průzkumníka.“
Na svém druhém albu Cave Rave rozšířili Crystal Fighters jsou hudební paletu dokonce ještě více a přidali další tradiční hudební nástroje jako charango a začlenili prvky z hispánských a afrických tanců stejně jako z mexické elektronické hudby 3bal. Internetový hudební magazín The Line Of Best Fit uvedl, že „se pokusili najít moudrost afrických hudebních ikon a prozkoumat zvuky, které mohou kultury světa nabídnout, prolínajíc se různorodostí, vybírajíc jen ty nejoblíbenější části. V nahrávce No Man je pozoruhodný latinský dotek a jsou tu také nějaké domorodé bicí nástroje (LA Calling)."“
Internetový magazín Consequence of Sound rovněž ocenil jejich nový zvuk a poznamenal, že „kapele se divoce daří ve fúzi tradiční španělské hudby s extrémně přístupnými tanečními beaty.“

### Léta Kitsuné
V roce 2008 vyzvedla hudební stránka Palms Out Sounds skladbu I Love London a zpráva o unikátním zvuku skupiny se začala šířit. V roce 2009 toto následovalo vydání dvou singlů prostřednictvím nahrávací společnosti Kitsuné. „Poslali jsme „Xtatic Truth“ (do Kitsuné) a oni okamžitě vrátili k nám a řekli, že ji milují a vydat a dát ji na komplikaci. Pak jsme jim navrhli, aby si poslechli pár dalších skladem jako „I Love London“ a mysleli, že jsou také skvělé.“ „I Love London“ se umístila jako skladba číslo 91 v magazínu Mixmag v roce 2008.
V roce 2009 kapela nahrávala a natáčela videoklip ke skladbě „Robot Restroom“ s Tomem Nevillem a Henrym Benettem, ačkoliv nahrávka nebyla nikdy vydána.
Skupina byla vybrána jako španělský reprezentant na cenách Diesel U Music, zahajovala MySpace Music ve Spojeném království a umístila se jako osmá nejlepší skupina za rok 2010 na udělování cen New Band Day.

### 2010–2012:Star of Lovea "Love Is All I Got"
Star of Love je první album od Crystal Fighters. Ve Spojeném království bylo vydáno 4. října 2010 prostřednictvím vlastní vydavatelství značky skupiny, Zirkulo, v Evropě bylo album licencováno vydavatelství PIAS, v Austrálii album vydalo album Liberator Music a ve Spojených státech amerických podepsala skupina smlouvu s Atlantic Records, kteří uveřejnili Star of Love v dubnu 2012.
BBC to nazvala jako „zajištěný, sporadicky vzrušující první výstřel“ a hudební společnost Artrocker uvedla, že „tato partie jsou opravdu vzácný talent, který by bylo pošetilé ignorovat.“ Časopis Mojo dal albu 4 z 5 hvězdiček s uvedením, že „tam je vzrušující karnevalová atmosféra na Hvězdě Lásky (anglicky Star of Love) (...) unikátní a vyvolávající pocit chtít více.“ Časopis The Fly nazval album „nahrávku stejně bohatou na energii a příjemně chaotickou jako jejich notoricky známá vystoupení“ a Zane Lowe s BBC řekl, že „jejich hudba může být klasifikována jako taneční hudba, ale celkově je mnohem zajímavější než cokoliv někdo jiný v této oblasti udělal za roky.“
Pringle uvedl, že při nahrávacím procesu „jsme se rozhodli strávit trochu více času ujištěním se, že je vše na svém místě a že jsme spokojení, jak vše zní. Primárně jsme se ujišťovali, že skladby navazují jedna na druhou i přes to, že se nahrávkami hrnou šílené žánry. Strávit jsme dost času ve studiu a to jsme měli většinu toho napsáno z domu v našem skladu, my tři pohromadě, abychom vše správně promíchali ve studiu.“ Star of Love, kterou Crystal Fighters napsali a produkovali, představuje jedinečné soustředění a kombinuje talenty skupiny. „Jedná se o absolutní spolupráci... my všichni ve skupině máme své silné stránky, ale protože je vše napsáno více méně v jedné místnosti v Hackney, tak je vše prověřené ostatními... je zde hodně pokus omylů v názorech a vše je kolaborativní práce ve všech bodech procesu.“
Kolekce skladeb zkoumá témata v spisech dědečka zpěvačky Stockleyové. Témata zahrnují nezměrné tajemství vesmíru, bouřlivou cestu k bytí v míru se smrtí, vítězství lásky a všemocnosti slunce. Každá skladba vypráví příběh, jak zvukově tak i foneticky a každý příběh má své mystické spojení s temným a sužovaným světem původní opery. „Témata [Lauřina dědečka] jsou velkolepá, proto se jich v našich písních snažíme držet. Navíc se stejným způsobem zabývá věcmi tohoto typu šílené emocionální a vášnivé cesty a líčí větší témata života, na které navazujeme.“
Singly vydané z tohoto alba zahrnující „I Love London“, „Xtatic Truth“ a „In The Summer“. „Plage“ byl použit v různých reklamách a získal v Nizozemsku status zlatého prodeje. Single „At home“ byl přidán na playlist Rádia 1 na BBC.
Do amerického vydání alba od Atlantic Records přidala kapela ještě nové skladby „Fiesta“ a „Earth Island“.
V září 2012 vydali celosvětově Crystal Fighters album Star of Love Remixes.
V říjnu 2012 vydali single „Love Is All I Got“ ve spolupráci s producentem Feed Me přes hudební label Mau5trap a dodatečně přes Sony Records. „Love Is All I Got“ měla premiéru září 2012 na BBC Radio 1 jako Nejžhavější nahrávka týdne v pořadu Zane Lowe a na stejném rádiu byla 22. října 2012 zvolena v pořadu Fearne Cottonové jako nahrávka týdne.
V listopadu 2012 udělal internetový hudební magazín Gigwise s frontmanem Sebastiane Pringlem rozhovor, kde komentoval vydání Love Is All I Got a získanou podporu ze strany BBC Radio 1. „V podstatě jsme měli jen pár skladeb, které zůstali s prvního alba a potřebovali jsme je dorazit. Je to do značné míry samostatná spolupráce. Když ji uvedeme do života, bude to trochu naše vlastní verze.“"

### 2013–2014:Cave Rave
Crystal Fighters' second album is called Cave Rave; the name of the album comes from the ancient European times when people were documenting creative experiences in caves. The album was recorded in Los Angeles and was set for release on 27 May 2013. The band call the Basque hills their "spiritual home and a great influence for the new album"; Basque mythology sparked interest in the band to pick up more exotic instruments from Africa and South America and use them all over the record. The band released a preview clip of "Wave" on 6 February 2013. On 18 February, they announced the release of Cave Rave, a larger tour in Europe and a tour across North America, and posted a full song called "Separator" on YouTube. The album artwork is by artist Paul Laffoley, and was premiered on Jay-Z's Life + Times website on 18 February 2013.
"You & I" is the first main single on the album. The song was debuted on BBC Radio 1's (now defunct) Zane Lowe show as the "Hottest Record In The World". Subsequently, it was added to BBC Radio 1's playlist and 3FM in the Netherlands' playlist as Megahit. The video was directed by Elliot Sellers and was premiered on Vice Noisey. Crystal Fighters performed their single "You & I" and a cover of Rudimental's "Waiting all night" on BBC Radio 1 Live Lounge in June 2013. The Sunless 97 remix was premiered on The Fader, and the Gigamesh remix was premiered on Vibe. The album "Cave Rave" was included on XFM's 50 Best Albums of 2013 list.
"LA Calling" and "Love Natural" followed as singles with "Love Natural" being featured on the Fifa 14 Original Sound Track. "LA Calling" was added to BBC Radio 1's playlist.
The album was produced by Justin Meldal-Johnson, and mixed by Manny Marroquin in LA. When asked about their sound, the band replied it is "a meeting of old and new, human and robotic".

### 2014–2015: "Love Alight" and Marongiu's death
Originally written and recorded as part of the Cave Rave album session, "Love Alight" was released as a standalone single on 4 August 2014. The song was premiered by Zane Lowe on Tuesday 17 June and had 4 BBC Radio 1 plays in the first 24 hours after its premiere. The official music video was directed by Rob Heppell.
Guitarist and txalaparta player Graham Dickson founded Axis Mundi Records. An independent record label based out of Brooklyn, New York features artists such as Is Tropical and Psymon Spine.
On 11 September 2014, Andrea Marongiu, the band's drummer, died from heart failure.

### 2015 – 2016:Everything Is My Family
In September 2016, Crystal Fighters released their first new single in 2 years, ‘All Night’ which has reached BBC Radio 1's, B playlist. They also announced that their upcoming third album, titled ‘Everything Is My Family’, will be out on October 21, 2016. On October 13th 2016, the band released the second single from the LP, 'Good Girls' and the third single, 'Lay Low' the week of the albums release. This single was dedicated to bands late drummer, Andrea Marongiu.
On October 21st, 2016, Crystal Fighters officially released their third studio album, 'Everything Is My Family'. The album was released via their own label, Zirkulo under license to Play It Again Sam.

## Live performances
Initially the band's performances took the format of a musical opera to convey the story of each song and bring about evocative reactions from their audiences through the vehicle of performance art, "It was chaotic and we've been trying to bring that sort of energy to every show since." The band now describe the show as, "Maybe not an opera in scale, but visually at least, and with the aid of a live drummer and vocalist, the drama can only increase...making the songs as powerful as possible will become our main influence." Their dramatic and artful performances have become somewhat legendary with Mixmag proclaiming them to have "the single most exciting show in dance music" while Dazed & Confused stated that "there is nothing more alive or energetic than Crystal Fighters". CMJ adds: "Fans of Crystal Fighters can attest to two undeniable truths about them: One, that the band’s sound cannot be compartmentalized in any modern day label, and two, that very few shows can ever live up to the energy and drive that fuels a Crystal Fighters show".
Their knack for fusing genres has garnered them a reputation for thrilling and involving live shows, of which Pringle explains: "With dance music you can go and see a DJ who is in a booth, so you dance all night and just watch him there kind of doing nothing, which obviously can be amazing. But if you have a live performance where you are playing the same kind of music, the whole experience then changes into a rock show and so much more besides, so we’re trying to make people experience dance music in a new way." This reputation has led to the band being awarded the accolade of "a definite band to watch during the summer festival season" by numerous publications, including The Guardian, Artrocker and Skiddle.

### 2008–2010
Crystal Fighters played over 100 shows across 15 countries between 2008 and 2010, including top UK festivals such as Glastonbury, Bestival, V Festival, Leeds Festival, Creamfields, Lovebox, Secret Garden Party and Isle of Wight Festival. Worldwide, they performed at Sziget Festival (Hungary), SXSW, StereoSonic (Australia), Eurosonic, C/O Pop (Germany), Creamfelds Spain, Lowlands (the Netherlands), Hurricane Festival & Southside Festival (Germany), Suprette (Switzerland), Emmaboda (Sweden), Parklife (Australia), Electric Picnic (Ireland), Frequency (Austria) and Bergenfest (Australia). Crystal Fighters also supported Foals on their UK tour in November 2010 as well as headlining their own UK tour in October of the same year.

### 2011–2012
In October 2011, the band embarked upon a sold out UK headline tour, before heading to Europe in November. Crystal Fighters played numerous shows at Austin's SXSW festival in March 2012 before setting off on a US tour, taking in cities such as Miami, San Francisco, Los Angeles and a sold out show at New York's Glasslands. They ultimately returned to North America in May 2012, performing alongside Is Tropical.
The group also recorded a Daytrotter session engineered by Shawn Biggs at Studio Paradiso, San Francisco, California in November 2012.

### 2013
The band announced a set of tour dates planned for May 2013, covering shows in the UK, Europe and North America including a homecoming show at London's Brixton Academy in November 2013. They performed a string of 6 European shows in May 2013, all of them being sold out in advance, then toured North America in June with Portugal. The Man.
Gigwise claimed they are "the best festival band on the entire planet" after seeing their energetic performance at Optimus Alive festival in Lisbon, Portugal on July 2013.
On Tuesday 14 May 2013 The Guardian announced Crystal Fighters plans to hold a "cave rave" in the heart of the Basque countryside on 29 August 2013. The Cave Rave event took place on 29 August at Zugarramurdi cave outside San Sebastian. Support came from Belako and Wilhelm & The Dancing Animals. Newspaper El País described the Cave Rave as a "comprehensive review of their two albums", delivering "cathartic moments of communion with the faithful from San Sebastian."
Crystal Fighters closed their 2013 worldwide tour with another set of North American and European shows, including a sold out concert at the Brixton Academy on 22 November.

### 2014
Crystal Fighters started 2014 with a 7 date Australian tour, with notable performances including Falls Festival, Field Day Festival and Southbound Festival. The band then returned to Spain in May 2014, playing 8 shows supported by Is Tropical, and embarked upon a worldwide tour covering North America, Europe and South Africa.
The North America tour kicked off on 23 May 2014 with Sasquatch Festival, followed by 4 US shows in El Paso, San Diego, San Francisco and Los Angeles. The band closed their North American tour with two Mexican shows in Guadalajara and Mexico City.
On 27 June 2014, Crystal Fighters performed once again at Glastonbury, this time on the John Peel stage. The full concert was recorded and broadcast via the BBC iPlayer. On 18 July, the band performed a set at Latitude Festival on the Obelisk Arena stage.
Crystal Fighters finished 2014 by playing Atlantico Festival in Rome, Italy on 29 October.

### 2015

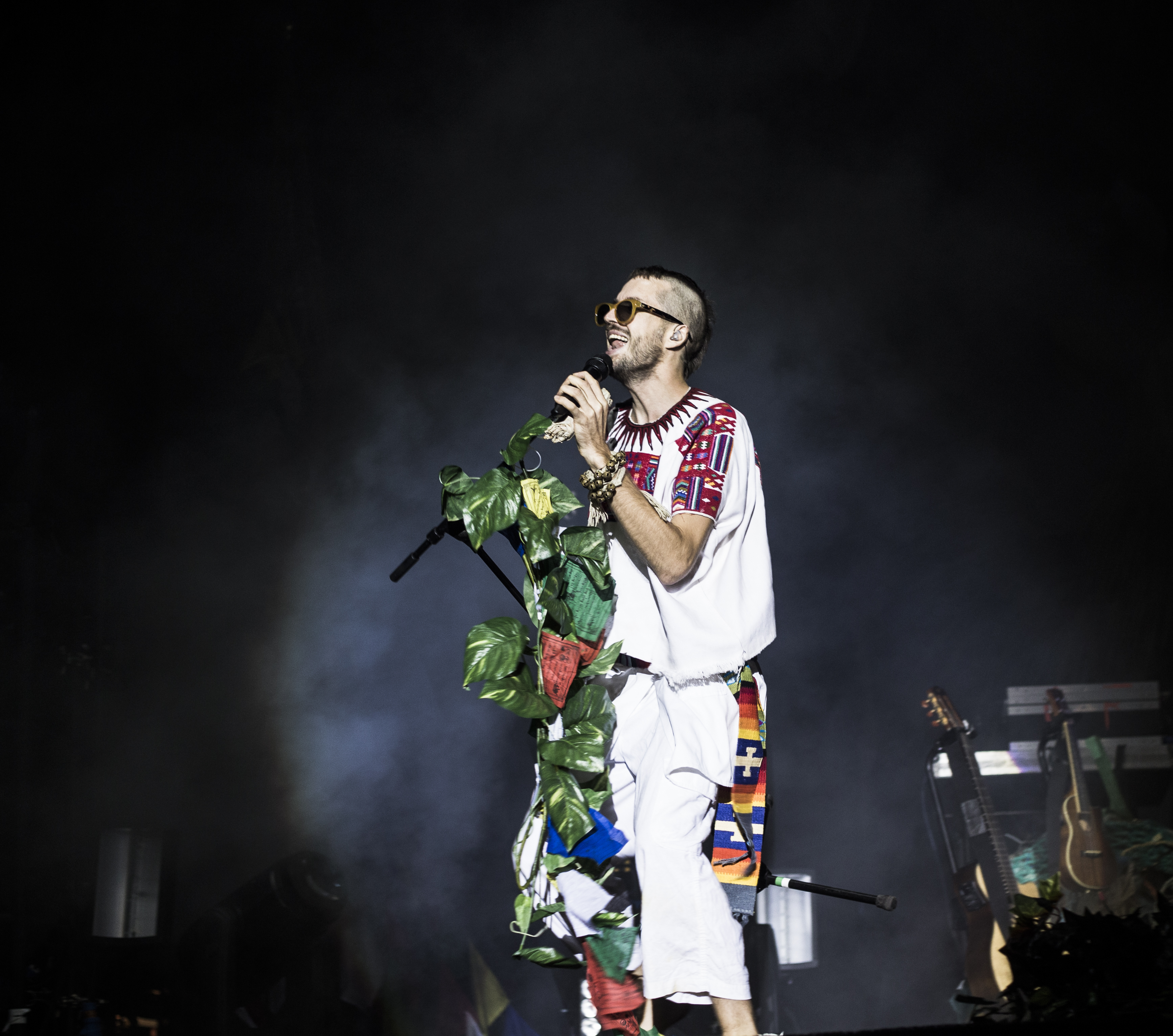
Crystal Fighters during Festival Internacional de Benicàssim in 2015

During the Summer of 2015, Crystal Fighters played a number of festivals throughout Europe including sets at Benicassim Festival, Lollapalooza, Gurten Festival, Super Bock Super Rock Festival, Stuttgart Festival and Santander Music Festival well as performing headlining slots at Somersault Festival and Dcode Festival alongside the likes of Foals, Suede & Sam Smith.

### 2016
In January it was announced that Crystal Fighters will be headlining Areanal Festival in Castellón, Spain. Alongside Two Door Cinema Club, Steve Aoki and The 1975. They also confirmed on 2 March that they would be embarking on a tour across North America from April through to march, playing a number of live shows and festivals, including Coachella.
In June, the band announced they would be embarking on a world tour from July until November.
Crystal Fighters's third album 'Everything Is My Family' is out 21 October 2016.

## Televizní a filmová vystoupení
V říjnu 2010 zahráli v pořadu Later... with Jools Holland skladby „Champion Sound“ a „Xtatic Truth“. Objevili se v pořadu na kanálu Channel 4 Abbey Road Debuts, v novém hudebním programu od producentů programu Live from Abbey Road, který začal v dubnu 2011.
Dvě skladby z alba Star Of Love použity v populárním televizním seriálu Skins. „Xtatic Truth“ zazněla v sedmém dílu čtvrté řady během scény z párty a „With You“ ve třetím dílu páté řady, když Mini viděla Nicka spát vedle Liv. „I Do This Everyday“ zazněla v upoutávce na Skins v únoru 2011.
Remix „I Love London“ od Delta Heavy byl použit ve filmu Harry Brown. 25. února 2011 byl na kanálu Channel 4 uveden krátký dokument „4Play: Crystal Fighters“. Skladba „Plage“ byla použita v roce 2011 v televizní reklamě pro Matalan a Target. Ve stejném roce byla skladba „Follow“ použita v americké reklamě pro Puma Shoes, „Pumagility“.
Část skladby „At Home“ byla používána v Portugalsku a ve Španělsku v upoutávce na kanálu History Channel od začátku roku 2010 . V dubnu 2012 byla stejná skladba použita v upoutávce Googlu. V září 2012 použila Sony v reklamním spotu na Xperia skladbu „Follow“, která byla také ve videohře FIFA 13.
Skupina vydala videa k singlům „Xtatic Truth“, „I Love London“, „Follow/Swallow“, „In The Summer“, „Plage“ a „Champion Sound“ a v září 2011 odhalila sérii akustických verzí skladeb, které byly natočeny a nahrány v podzimních lesích. Také nafilmovali relace pro Spotify, Myspace, All Saints a Kick Kick Snare.
V říjnu 2012 zazněla část skladby „Champion Sound“ během druhého dílu šesté řady seriálu Super drbna, která byla také použita v závěrečné scéně premiérového dílu čtvrté řady seriálu Město žen v lednu 2013. Skladba „In The Summer“ zazněla v seriálu Kráska a zvíře v sedmém dílu první řady v listopadu 2012.
Skladba „Plage“ byla použita v upoutávce na fil DreamWorku Croodsovi v prosinci 2012. a část této skladby se také objevila v roce 2013 v letní kampani na jídlo Marks & Spencer, „Make Today Delicious“.
Akustická a albová verze „At Home“ a remix Roksonixe skladby „Follow“ se objevily v soundtracku filmu z roku 2013 Popelka v pasti. V televizní reklamě na easyJet se objevila skladba „You & I“ z alba Cave Rave se sloganem „This is generation easyJet“ (Toto je generace easyJet). „Plage“ byla uvedena v soundtracku seriálu HBO Girls.
„Love Natural“ z alba Cave Rave byla vybrána na soundtrack FIFA 14.
„You & I“ a „LA Calling“ z Cave Rave zazněly v populárním pořadu kanálu E4, Made in Chelsea. „You & I“ zazněla v roce 2013 v upoutávce na film Budoucnost nejistá. „You & I“ zazněla v podobě remixu v jihoafrické reklamě Jägermeister, Jägerette Activation, v roce 2013.
Skladba „Plage“ byla použita v televizní reklamě pro kampaň Samsung, která se vysílala během 87. ročníku udílení Oscarů.
Televizní reklama McDonald's, „Summer of Good Times“, použila akustickou verzi „Zugarramurdi Cave“ skladby „Love Natural“ z roku 2015.

## Diskografie

### Studiová alba
- Star of Love (2010)
- Cave Rave (2013)
- Everything Is My Family (2016)

### Remixová alba
- Star of Love Remixes (2012)